# Centrum stavitelského dědictví
Hospodářské části areálu bývalého kláštera v Plasích, ve městě Plasy v okrese Plzeň-sever, pocházejí ze středověku. Byly upravované v baroku a v 19. století, po rekonstrukci z let 2012-2015, jejíž náklady přesáhly 350 mil. korun, jsou sídlem nově zřízeného Centra stavitelského dědictví, které je specializovaným pracovištěm Národního technického muzea. Centrum se zaměřuje na výzkum a prezentaci historických stavebních prvků a konstrukcí, na šíření povědomí o významu jejich uchování a na předávání technických i řemeslných znalostí jak široké veřejnosti, tak badatelům a pracovníkům v oblasti památkové péče. Za tím účelem je zpřístupněno veřejnosti, pořádá výstavy, zážitkové dílny, řemeslné kurzy či vědecké konference.

## Koncepce
V bývalém pivovaru jsou umístěny sbírky historického stavebního materiálu či prvků, kdežto v hospodářském dvoře najdou prostor především stavební technologie.
Budovy hospodářského zázemí kláštera převzalo do správy Národní technické muzeum již v roce 2008. V areálu bývalého pivovaru je situován studijní depozitář s referenční sbírkou stavebních materiálů, prvků a konstrukcí. Návštěvnicky atraktivní část této sbírky bude přístupná nejširší veřejnosti formou stálé muzejní expozice. Studijní depozitář v členění na jednotlivá témata podrobněji rozveden a bude určen především pro zasvěcence s hlubším zájmem o problematiku stavitelství. Zde najdou místo příslušné dosavadní sbírky NTM, jejichž doplňováním o další sbírkové předměty budou vznikat souvislé vývojové řady dokumentující vývoj technologií i forem jednotlivých prvků. Expozici doplní též hmatová a tvůrčí dílna umožňující poznání předmětů i základních principů z nejtěsnější blízkosti. Další polyfunkční výstavní prostory jsou určeny pro specializované prezentace. Nechybí ani trvalé expozice seznamující s historií objektu a jeho památkovou obnovou. Odborníkům je k dispozici specializovaná knihovna a tzv. materiatéka shromažďující vzorky určené především k badatelským účelům.
Bývalý hospodářský dvůr poskytuje prostor zázemí pro stavebně řemeslnou huť a zážitkovému stavebnímu dvoru. Ten ideově naváže na středověká stavební společenství a umožní nácvik tradičních technologií. Sem jsou dislokovány také prostory pro pokračovací řemeslné vzdělávání a pro odborné konference.